# Between the Lines (canción de Evermore)
«Between the Lines» es el primer sencillo de Evermore, tomado de su tercer álbum de estudio Truth of the World: Welcome to the Show. 
El sencillo fue lanzado como descarga digital gratuita en la web oficial de Evermore el 10 de noviembre de 2008.
La canción no estuvo en las listas de Australia y Nueva Zelanda, ya que no fue lanzada físicamente como un sencillo de la banda. Sin embargo, la canción se ha convertido en uno de los favoritos entre los aficionados y ahora es una de las primeras canciones cantadas en vivo en los recitales de la banda.

## Video
Un video musical se ha presentado con el sencillo. El grupo musical declaró que se había cansado de la mímica en sus videos musicales anteriores, y por lo tanto, hicieron de este video de tal manera que el audio que se escuche fuese grabado mientras que el video fuera filmado.
Las pantallas de televisión que se muestra en la parte posterior de tiro fueron utilizadas de nuevo por la banda como parte de su nueva configuración en vivo de alta tecnología que se están llevando a todos los espectáculos de su actual gira australiana.

## Lista de canciones
Todas las canciones escritas y compuestas por Evermore. 
| Free single |                     |          |  |
| N.º         | Título              | Duración |  |
| 1.          | «Between the Lines» | 5:16     |  |

### iTunes single 1
| iTunes single 1 |                                  |          |  |
| N.º             | Título                           | Duración |  |
| 1.              | «Between the Lines» (Radio Edit) | 4:22     |  |

### iTunes single 2
| iTunes single 2 |                                           |          |  |
| N.º             | Título                                    | Duración |  |
| 1.              | «Between the Lines» (Radio Edit)          | 4:22     |  |
| 2.              | «Between the Lines» (Mind Electric Remix) | 8:11     |  |

## Lanzamiento
| Región    | Fecha                   | Sello        | Formato              | Catálogo   |
| --------- | ----------------------- | ------------ | -------------------- | ---------- |
| Australia | 22 de noviembre de 2008 | Warner Music | CD, Descarga digital | 5144214327 |

## Personal
- Jon Hume - vocales, guitarra
- Peter Hume - vocales, teclados, bajo
- Dann Hume - vocales, batería